# Bayerische Warenvermittlung
A BayWa Aktiengesellschaft é uma empresa alemã sediada em Munique que atua nos setores da Agricultura, Materiais para construção, energia, e Varejo, fornecendo várias funções nesses setores.
BayWa é a sigla para o grupo que pertence a empresa: Bayerische Warenvermittlung, (Corretora de Bens Agrícolas da Baviera) muito parecido como foi chamada até 1972 (Bavária bens de mediação agrícolas AG). A BayWa esta presente principalmente na Alemanha e na Áustria, mas também há pequenas empresas na Bélgica, França, República Tcheca, Eslovênia, Eslováquia, Itália , Polônia, Sérvia e Hungria, e pequenas participações com a BayWa RE (BayWa Renewable Energy GmbH) na Espanha e Portugal, Já que em energia sustentável e renovável, a Espanha é de total importância. A BayWa faz planos para futuramente operar com lojas de bricolagem e centros de jardinagem na Croácia e Bósnia-Herzegóvina

## Produtos
A BayWa AG foi fundada em 1923 em Munique, no estado da Baviera na Alemanha. A BayWa também tem outros produtos como, cartão de combustível, máquinas agrícolas.

## Áreas da Empresa e sua função e produção
As três áreas mais importantes da empresa são a Agricultura, Energia e Materiais:

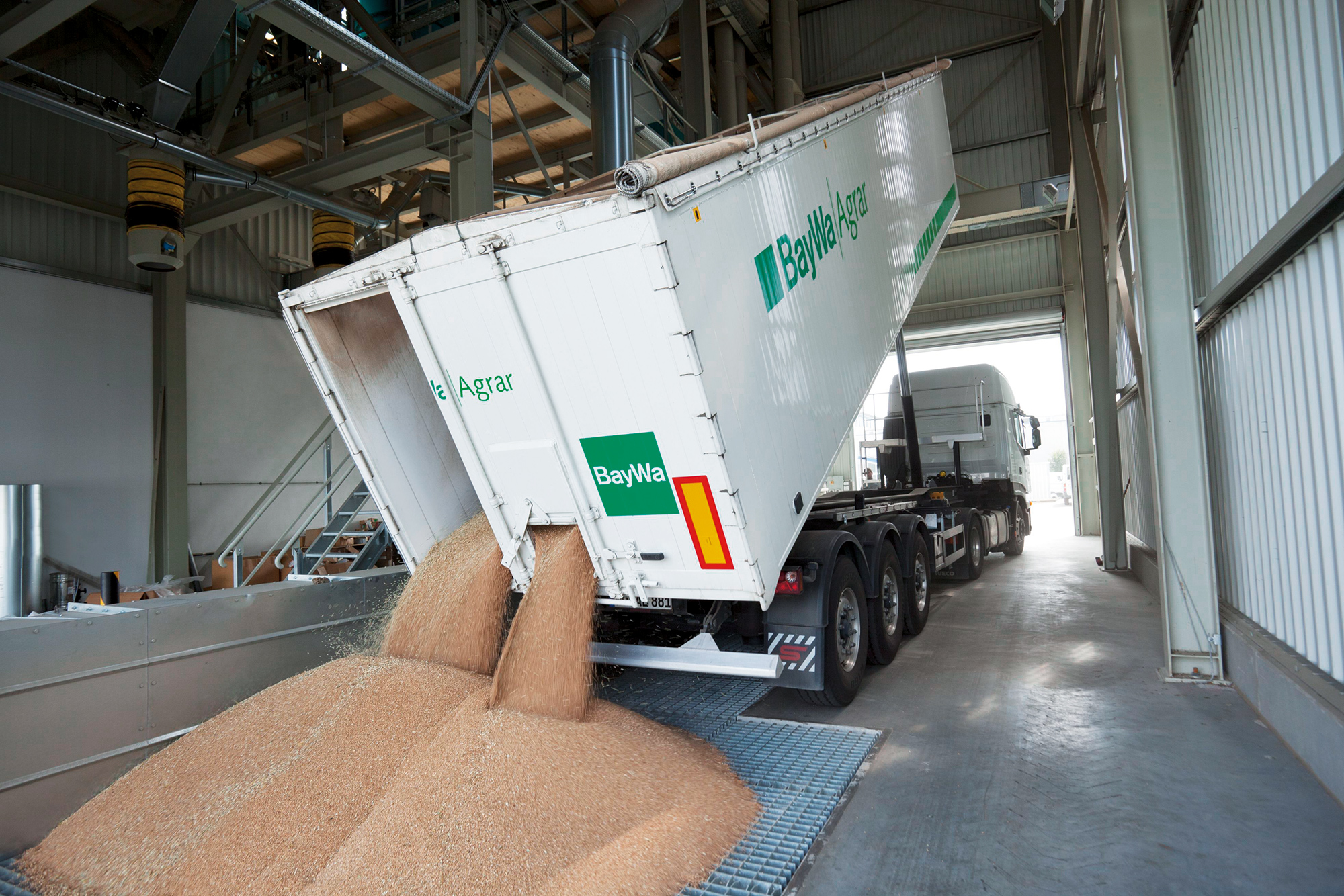
Entrega de produtos agrícolas na BayWa Agrar

### Agricultura
A agricultura oferece vários serviços comerciais, o agronegócio, é marca registrada da empresa a anos,e contribuí com a maior parte da renda da empresa. A agricultura é cuidada pela área chamada BayWa Agrar. A Agricultura é dividida em três partes, o comércio (a própria agricultura), O equipamento (como tratores, colheitadeiras etc.), e as Frutas (O comércio, varejo, atacadista). A parte Agricultura e Varejista Atacadista fornecem aos agricultores uma oferta variada de vários produtos que são importantes para a indústria agrícola desde a semeadura de sementes até a colheita das culturas. Além desses produtos, ele também fornece orientação e aconselhamento aos agricultores em questões relacionadas à agricultura e às empresas. A área do Equipamento, a BayWa oferece várias opções de máquinas para seus compradores, que variam de agricultores, a indústrias florestais.

### Construção
Esta é dividida em duas partes: O Comércio (os próprios materiais de construção), e as Lojas de bricolagem mais os centros de jardinagem (que formam somente o Varejo). Este segmento fornece produtos e serviços para novas construções, trabalhos de renovação e modernização completa em áreas rurais e urbanas. a empresa é um dos maiores fornecedores de linha completa neste campo. Este segmento representa cerca de 25% da receita total da BayWa.

### Energia

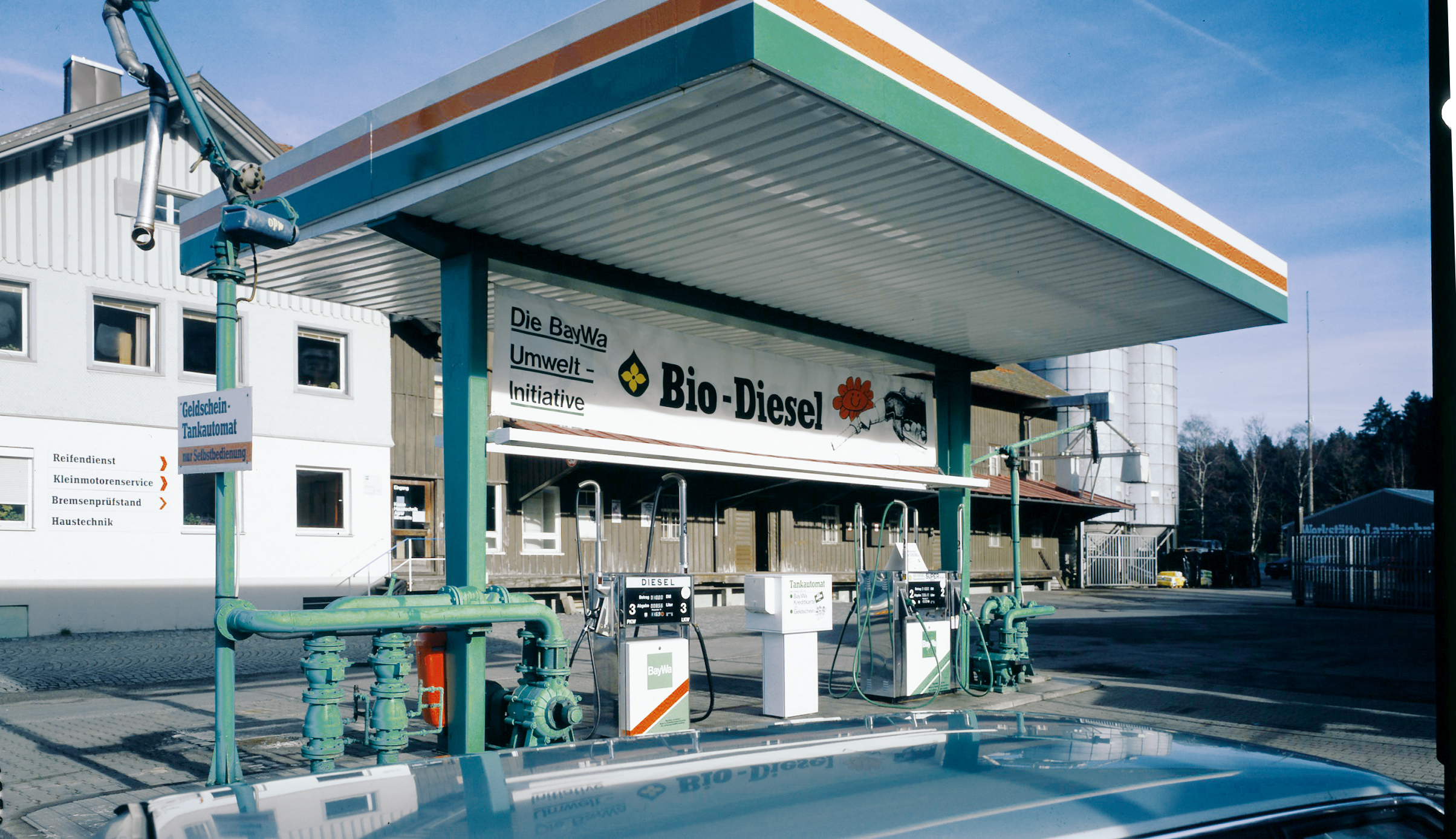
Um posto de combustível BayWa

Esta não é dividida,a própria energia é comercio,atacadista e varejo. Esta parte "cuida" da área de combustível, óleos, lubrificantes, entre outros. Esta é a terceira maior parte da receita da BayWa e gera cerca de 25% da receita total. Os principais artigos preocupantes são o aquecimento de óleo, diesel e combustíveis. As principais áreas de vendas são a Baviera, Baden-Württemberg, os novos estados federais alemães e a Áustria. Existem escritórios de vendas em vários locais. Existem cerca de 275 estações de combustível detidas e operadas pela BayWa na Alemanha sob o nome de BayWa e AVIA. As vendas na Áustria são realizadas através de um GRUPO que possui o GENOL, que fornece combustível para cerca de 500 estações.

## Estrutura
1. AGRIGULTURA
  1. Comércio
  2. Equipamento
  3. Varejo Atacadista
2. CONSTRUÇÃO
  1. Comércio
  2. Varejo
3. ENERGIA

## Fundação BayWa

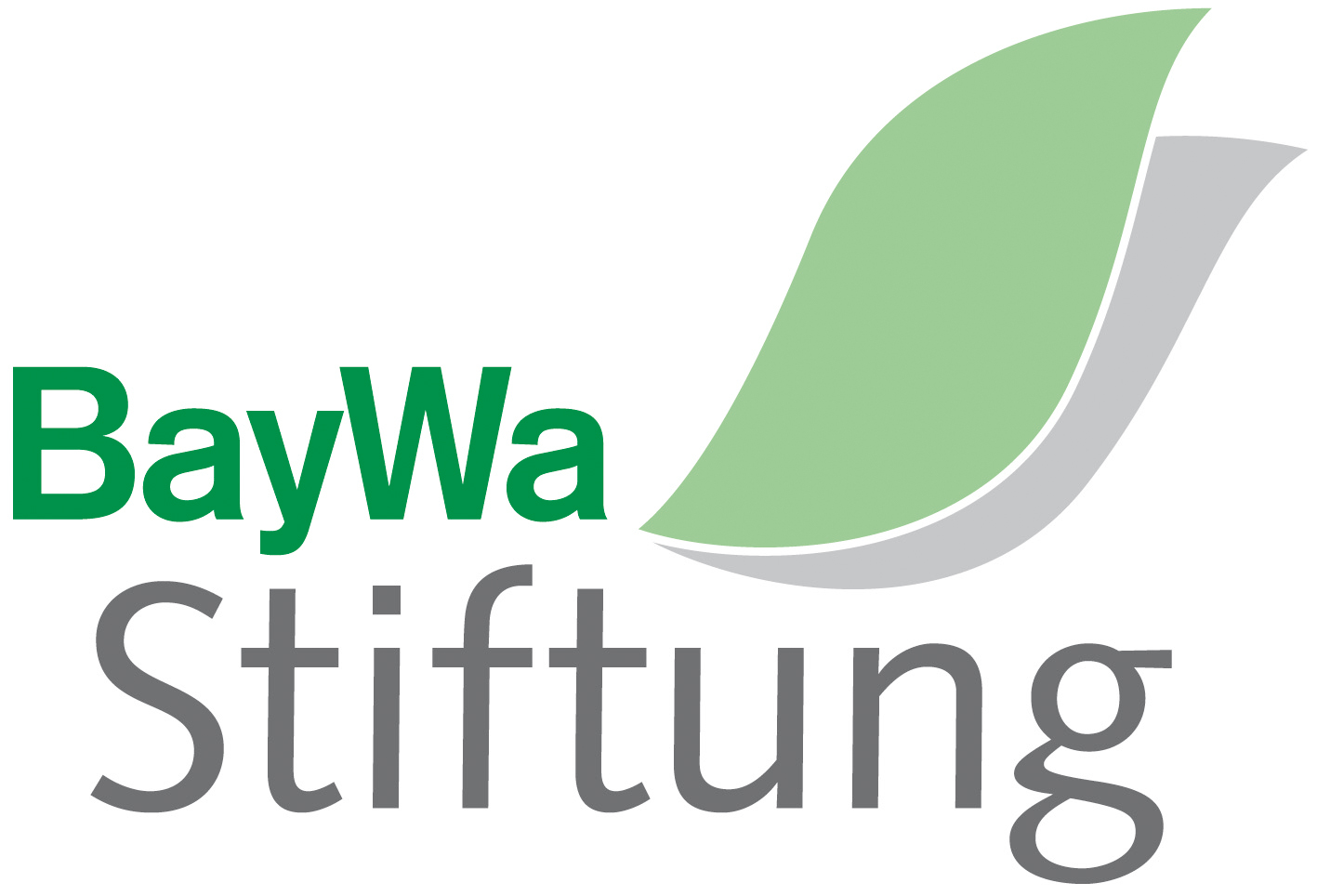
Logotipo da Fundação BayWa

A BayWa tem uma base que foi criada em 1997. Através disso, ela está envolvida em vários projetos para facilitar o abastecimento global de alimentos. A Fundação BayWa apoia projetos viáveis e filantrópicos, tanto nacionais quanto globais, nas áreas de alimentação, energia e educação. O principal objetivo é aumentar o nível de vida das pessoas que precisam de ajuda. Promoveu projetos de educação na Ásia e na África.  As doações recebidas pela BayWa são sem falhas, dadas à fundação. Além da fundação BayWa, a empresa doa instalações sociais e culturais e também incentiva o envolvimento de funcionários em associação, atividades políticas e atividades sociais.